# 中凱科斯島
中凱科斯島，舊稱大凱科斯島，是英國屬地土克凱可群島的島嶼，位於大西洋海域，屬於凱科斯群島的一部分，面積144.2平方公里，該島被珊瑚礁環繞，2006年人口約468。

## 外部連結
- - Middle Caicos at TCI Mall

1. Grand Caicos I. (Middle Caicos)	大凱科斯島(中凱科斯島) 的存檔，存档日期2016-02-24.，國家教育研究院，[2015-10-19]